# Eretmapodites productus
Eretmapodites productus är en tvåvingeart som beskrevs av Edwards 1941. Eretmapodites productus ingår i släktet Eretmapodites och familjen stickmyggor. Inga underarter finns listade i Catalogue of Life.